# Ceramidiodes mathani
Ceramidiodes mathani là một loài bướm đêm thuộc phân họ Arctiinae, họ Erebidae.